# Alcheni coniugati
Gli alcheni coniugati sono alcheni che presentano almeno due doppi legami separati da un singolo legame singolo. Tali composti sono comuni in natura, infatti molti dei pigmenti responsabili per la colorazione della frutta, dei fiori e persino negli animali appartengono a questa categoria di composti.
In base alla teoria degli orbitali molecolari, gli orbitali p dei carboni ibridati sp2 in polieni coniugati interagiscono a formare un set di orbitali molecolari di tipo π le cui energie dipendono dal numero di nodi tra i nuclei. Orbitali molecolari con un numero di nodi inferiore sono orbitali di legame e hanno un'energia inferiore, quindi maggiore stabilità, rispetto agli orbitali p isolati.
Si dividono in tre tipi:
- alcheni con due o più doppi legami alternati a legami singoli (es. aldeidi, chetoni, acidi carbossilici, esteri, ammidi)
- alcheni con un doppio legame alternato a un legame singolo con un atomo di carbonio o eteroatomo avente uno o più doppietti solitari (es. carbanioni allilici, enoli, tioenoli, enammine, enoleteri, esteri vinilici, sililenoleteri)
- alcheni con un doppio legame alternato a un legame singolo con un atomo di carbonio o eteroatomo avente una lacuna elettronica (es. carbocationi benzilici, vinilborani, vinilsilani)

Un'ulteriore suddivisione viene fatta in base alla ciclicità del composto:
- composti ciclici
- composti aciclici

Lo studio di questi composti viene effettuato utilizzando la spettroscopia UV poiché esistono regole empiriche, le regole di Woodward-Fieser, che permettono di prevedere in maniera piuttosto accurata la λmax visto che questa  legata a tre fattori:
1. il numero di doppi legami
2. i sostituenti del sistema coniugato
3. la presenza di cicli